# 北海道道992号静内停車場線
北海道道992号静内停車場線（ほっかいどうどう992ごう しずないていしゃじょうせん）は、北海道日高郡新ひだか町を結ぶ一般道道（北海道道）である。

## 概要

### 路線データ
- 起点：北海道日高郡新ひだか町静内本町（JR北海道 日高本線 静内駅跡）
- 終点：北海道日高郡新ひだか町静内御幸町（国道235号交点）
- 総延長：0.464 km
- 実延長：0.457 km
- 重用延長：0.007 km

### 道路管理者
- 胆振総合振興局 室蘭建設管理部 門別出張所

## 歴史
- 1980年（昭和55年）12月27日 - 路線認定[1]。
- 2000年（平成12年）3月31日 - 駅周辺の道路整備に伴い、終点を変更[2]。

## 地理

### 通過する自治体
- 日高振興局
  - 日高郡新ひだか町

### 交差する道路
新ひだか町
- 国道235号 - 静内御幸町（終点）